# Long baseline
Long baseline (LBL) is een akoestisch onderwater plaatsbepalingsysteem en een positiereferentiesysteem voor schepen met dynamic positioning. Het is een zogenaamd range-range systeem. Dit wil zeggen dat er meerdere afstanden worden gemeten om een positie te berekenen. Dit in tegenstelling tot een range-bearing systeem waar een afstand en een hoek wordt gemeten om de positie te berekenen.

## Werking van LBL
Op de zeebodem worden minimaal drie transponders gezet. De onderlinge posities worden gemeten door de transponders onderling, hoewel dit voor dynamic positioning niet nodig is. De gemeten afstanden worden baselines genoemd en omdat deze afstanden groter zijn dan bij bijvoorbeeld een Ultra-short baseline-systeem wordt dit systeem Long baseline genoemd.
Transponders zijn apparaten die wanneer ze een geluidspuls ontvangen een puls terugsturen, eventueel met een vertraging zodat de transceiver niet van alle transponders tegelijk antwoord krijgt.
Het meetplatform waarvan de positie moet worden gemeten heeft een transducer aan boord. Als men een geluidspuls weg stuurt, zullen de transponders een puls terugsturen. De looptijd van deze pulsen kan samen met de geluidssnelheid van het water omgerekend worden naar een afstand. Door minimaal drie afstanden te meten kan een positie binnen het assenstelsel van de transponders berekend worden. Meestal worden echter vier transponders gebruikt en vier afstanden gemeten, dit om overtalligheid te krijgen en dus een nauwkeurigere positie uit te rekenen.
In moderne LBL-systemen kan LBL gecombineerd worden met hoekmeting van de transponder, waardoor een grotere nauwkeurigheid wordt bereikt. Voor gebruik in dynamic positioning worden niet noodzakelijk de baselines gemeten. Door de transponders eerst individueel te ondervragen, zoals bij USBL, worden de posities ten opzichte van het schip bepaald. Deze posities worden daarna niet ten opzichte van elkaar - de baseline-kalibratie - gekalibreerd, maar ten opzichte van de transceiver in het schip. Voordeel hiervan is dat de snelheid van het geluid door het water minder nauwkeurig bekend hoeft te zijn. Zolang de tijd die het duurt voor de verschillende transponders maar gelijk blijft, bevindt het schip zich tenslotte op dezelfde positie.

## Nauwkeurigheid
De nauwkeurigheid van een LBL systeem is afhankelijk van de frequentie waarop het systeem werkt.
Bij een lage frequentie heeft het systeem een groot bereik maar moet de nauwkeurigheid van de berekende positie inleveren. Bij een hoge frequentie is dit andersom dus klein bereik maar hoge nauwkeurigheid. Bij lage frequenties ( tussen de 7,5 – 15 kHz) wordt een nauwkeurigheid bereikt in de orde van 1 meter en heeft het systeem een bereik van tot wel 10 km. Bij hoge frequenties (tussen 60 – 120 kHz) wordt een nauwkeurigheid bereikt in de orde van 3 cm en een bereik tot 500 m.

## Voordelen
Het voordeel van een LBL systeem is de onafhankelijkheid van de waterdiepte - door de hoekmeting wordt USBL onnauwkeuriger met toenemende waterdiepte - en de hoge nauwkeurigheid en de mogelijkheid om de metingen keer op keer te herhalen. Door steeds meer transponders toe te voegen aan het systeem kan meer overtalligheid worden gehaald.

## Nadelen
Het opzetten en kalibreren van dit systeem kost een hoop tijd en hiermee dus ook geld. Op ondiep water wordt het werkgebied te klein voor dynamic positioning, doordat de transponders anders te horizontaal aangesproken worden, waarbij sterke buiging van het geluidssignaal optreedt.

## Toepassingen
- ROV positionering
- Platform positionering
- Pijpleiding positionering
- Dynamic positioning